# Муа (город)
Муа — древний, ныне не существующий город в Королевстве Тонга, расположен в 12 км от столицы Нукуалофа. Является одним из ценнейших районов археологических раскопок. Рядом находится современное одноимённое поселение.

## История
С 1200 годов по 1851 год город являлся последовательно «столицей» Тонганской империи, острова Тонгатапу и зарождавшеегося королевства Тонга. Во времена расцвета на территории города проживало до 35000 человек.
В Муа расположена табличка, информирующая о том, что именно здесь было место высадки экипажа корабля Джеймса Кука — известного английского мореплавателя.

## Современное состояние древнего города
В настоящее время незаселён. Наиболее застроенный район Муа — Лапаха, где находятся своеобразные могилы жрецов и вождей — ланги. Название «ланги» происходит из местного диалекта, а археологи обозначили такие захоронения, как «террасные могилы». Они похожи на основания пирамид, поскольку представляют собой разного размера плиты, порой со ступенями по всему периметру.
Не все ланги очищены. Те, что доступны для обзора различаются по размерам: большие могут весить больше десятков тонн, средние — около тонны, а небольшие — меньше тонны. Всего здесь чуть более двадцати таких объектов.
По всему Муа встречаются отдельно стоящие большие камни Эси, которые раньше служили основаниями бывших здесь сооружений.

## Одноимённое современное поселение
В километре к северу от территории бывшей столицы находится небольшое городское поселение Муа с населением 5190 чел (2010 год). Основа экономики — обслуживание туристов и сельское хозяйство.

## Галерея

Крепостное сооружение в Муа
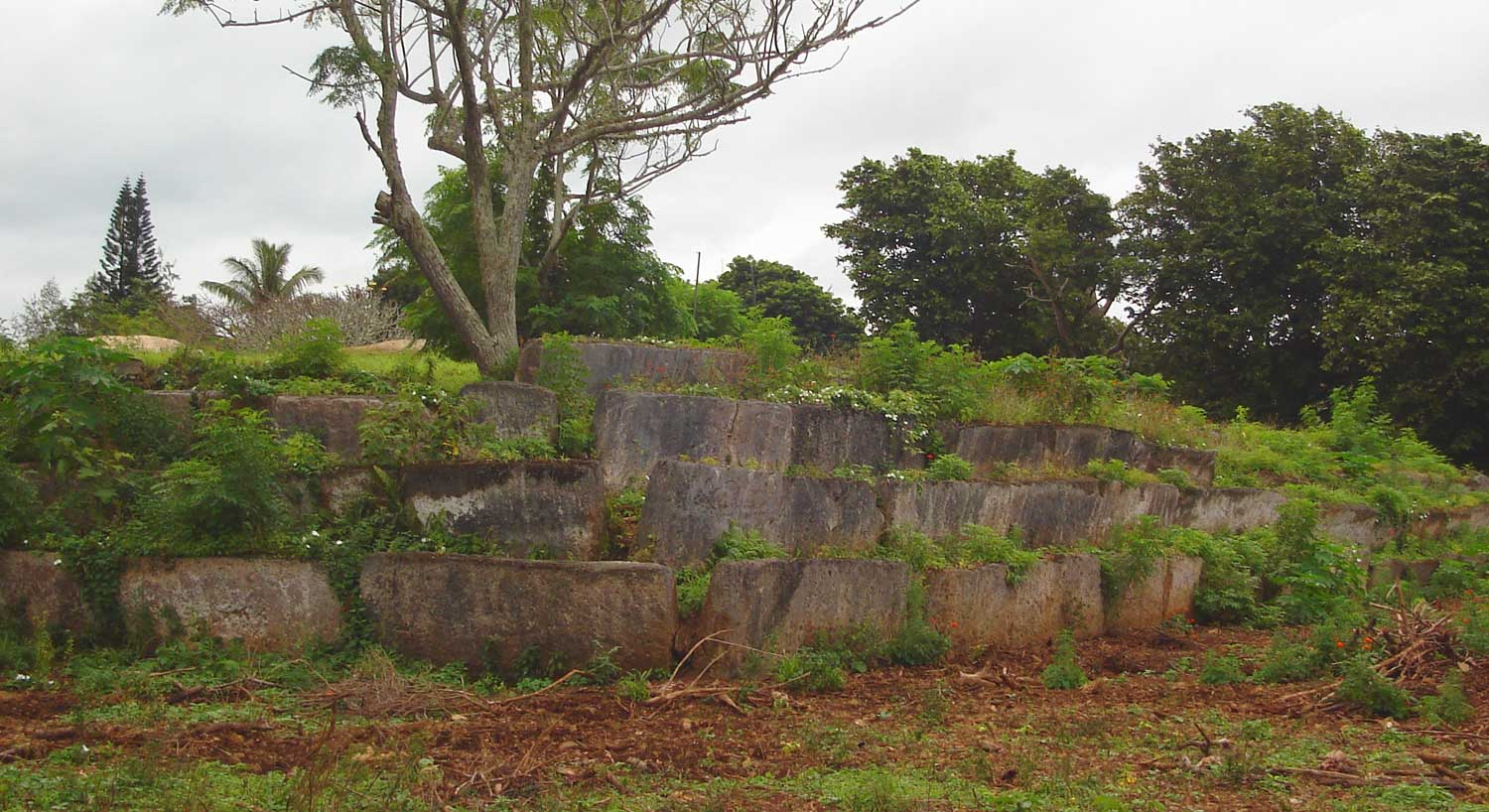
Langi Tauʻatonga
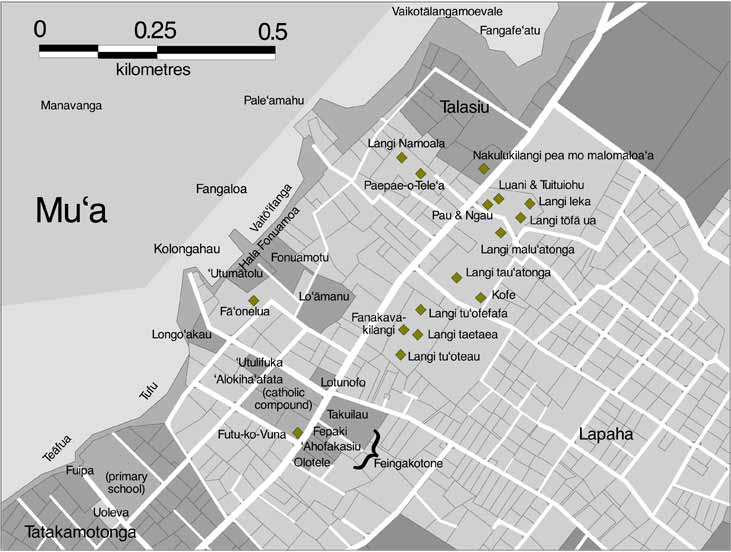
Карта расположения основных археологических памятников